# Periophthalmus minutus
Periophthalmus minutus es una especie de peces de la familia de los Gobiidae en el orden de los Perciformes.

## Morfología
Los machos pueden llegar a alcanzar los 7,8 cm de longitud total.

## Distribución geográfica
Se encuentra en las islas del Mar de Andaman, Tailandia,  Java (Indonesia), Queensland (Australia) y las Filipinas.

## Observaciones
Es inofensivo para los humanos.